# Liste der Monuments historiques in Ivoy-le-Pré
Die Liste der Monuments historiques in Ivoy-le-Pré führt die Monuments historiques in der französischen Gemeinde Ivoy-le-Pré auf.

## Liste der Bauwerke
| Bezeichnung      | Beschreibung              | Standort | Kennzeichnung | Schutzstatus | Datum | Bild |
| ---------------- | ------------------------- | -------- | ------------- | ------------ | ----- | ---- |
| Friedhofskreuz   | Gusseisen, 1840           | (Lage)   | PA00096943    | Inscrit      | 1991  |      |
| Kirche St-Aignan | Erbaut im 13. Jahrhundert | (Lage)   | PA00096816    | Inscrit      | 1927  |      |

## Liste der Objekte
- Monuments historiques (Objekte) in Ivoy-le-Pré in der Base Palissy des französischen Kultusministeriums